# Scarface (rapper)
Scarface (født Brad Terrance Jordan den 9. november 1970 i Houston, Texas i USA), er en amerikansk rapper. Scarface startede sin karriere i gruppen Geto Boys men har også været soloartist siden 1991. Han har blandt andet lavet sangene "My Block" og "Smile" (med Tupac Shakur).
Scarface begyndte sin karriere som Akshen (udtales aktion) og lavede soloindspilninger til Lil 'Troy' s Short Stop Records, et lokalt selskab i Houston. Han fortsatte med at underskrive med Rap-A-Lot Records og sluttede sig til gruppe, der tilsammen blev kendt som Geto Boys. Han erstattede et medlem, der havde forladt gruppen, og udgav med dem, deres andet album Grip It! On That Other Level (1989), en meget vellykket LP, der tilegnede gruppen en stor fanbase, på trods af deres voldelige sangtekster, der holde dem fra radio og MTV. Han tog sit kunstnernavn fra filmen Scarface fra 1983.
Albummet Mr. Scarface Is Back var en succes, og Scarface's popularitet begyndte hurtigt at overskygge de øvrige Geto Boys. Scarface forblev i gruppen, samtidig med han frigav en række solo-albums, der holdt ham i den offentlige opfattelse med stigende salg.
I 2008 samarbejdede Scarface med rapperen Tech N9ne på hans album Killer på sangen "Pillow Talkin".
Ud over sin karriere som sangskriver, har Scarface desuden været koordinator og formand for Def Jam South siden 2000, hvor han har fremmet karriere for populære rappere som Ludacris, som han oprindelig underskrev til selskabetn.
Han optrådte i Mike Judge filmen Idiocracy som en alfons ved navn Upgrayedd. Judge brugte også Scarface sang "No Tears" og Geto Boys sang "Still" og "Damn It Feels Good to Be a Gangsta" i sin film Office Space fra 1999.
Han har optrådt i to kampvideospil som sig selv: Def Jam Vendetta og dens efterfølger Def Jam: Fight for NY.

## Diskografi
- Mr. Scarface Is Back (1991)
- The World Is Yours (1993)
- The Diary (1994)
- The Untouchable (1997)
- My Homies (1998)
- The Last of a Dying Breed (2000)
- The Fix (2002)
- Balls and My Word (2003)
- My Homies Part 2 (2006)
- Made (2007)
- Emeritus (2008)
- Deeply Rooted (2015)